# Kirche von Värnamo

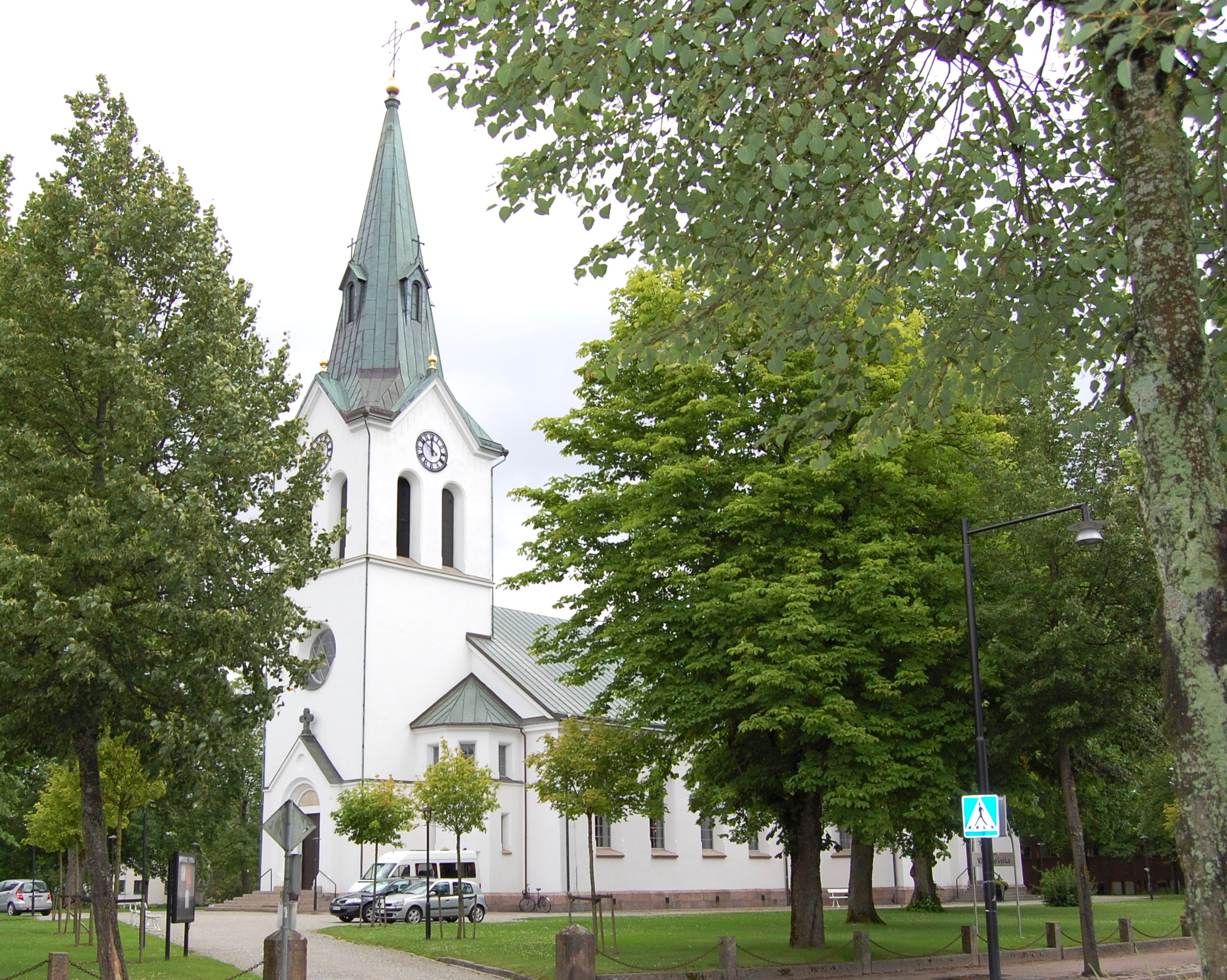
Värnamo kyrka

Die Kirche von Värnamo (schwedisch: Värnamo kyrka) ist ein Kirchengebäude in der schwedischen Stadt Värnamo. Sie wird von der örtlichen lutherischen Kirchengemeinde genutzt.
Ein erstes Kirchengebäude bestand bereits im Mittelalter und wurde 1683 erweitert. 1775 entstand ein Neubau, der sich im 19. Jahrhundert als zu klein erwies. Nach dem 1862 ein erneuter Neubau beschlossen wurde, fand die Neuerrichtung von 1872 bis 1874 nach einem Entwurf des Architekten Albert Törnqvist statt. Die Einweihung dieses heutigen Gotteshauses erfolgte 1875. Eine Restaurierung wurde 1964 durchgeführt. 1972 erhielt die Kirche eine neue Orgel.
Bemerkenswert sind 1898 von Reinhold Callmander geschaffene Glasfenster und ein Taufstein aus dem 13. Jahrhundert. Ein in der Kirche vorhandener Kronleuchter entstand 1777.
Die Kirche gehört zum Värnamo Pastorat im Växjö Stift, welches die drei Kirchengemeinden Värnamo, Fryele und Nydala umfasst.